# Entscheidungsverfahren
Das Entscheidungsverfahren (oder Entscheidungsansatz) ist in der Entscheidungstheorie ein Verfahren der Informationsgewinnung und Informationsverarbeitung.

## Allgemeines
Das Entscheidungsverfahren ist ein System von Regeln zur Informationsbeschaffung und -verarbeitung, das der Entscheidungsvorbereitung dient. Diese wiederum bildet die Vorstufe für die von Entscheidungsträgern im Rahmen des Entscheidungsprozesses zu treffenden Entscheidungen. Ein Entscheidungsverfahren bestimmt die Entscheidbarkeit eines Problems.

## Arten
Unterschieden wird dabei zwischen 
- quantitativen (mathematischen) und empirischen Verfahren sowie
- unipersonalen und multipersonalen Entscheidungen.

Bei den ersteren stehen Daten, bei letzteren Entscheidungsträger im Vordergrund. Speziell in der Ökonomie lassen sich nach Herkunft, Zielsetzung, Gestalt und Eignung zwei Konzepte der Entscheidungstheorie unterscheiden, nämlich wiederum das quantitative (mathematische) sowie das empirische Entscheidungsverfahren.

### Quantitatives (mathematisches) Verfahren
Im Kern des quantitativen (mathematischen) Verfahrens geht es darum, organisationale Gestaltungsentscheidungen zu systematisieren und unter Anwendung mathematischer Modelle zu einer richtigen oder falschen Lösung zu führen. Die quantitative Entscheidungstheorie geht von „gut strukturierten“ Entscheidungsproblemen und dem Axiom der Rationalität aus und entwickelt für typische Problemsituationen Lösungsmethoden. Es gilt also unter einer Menge möglicher Handlungen diejenige herauszufiltern, die für das vorgegebene Ziel am besten geeignet ist. Dabei wird aber nicht hinterfragt, ob die beteiligten Personen tatsächlich rational handeln oder nicht.
Folgende Aspekte dominieren in der quantitativen Entscheidungstheorie:
Kalkül (steht für Modell und Logik)
Es sollen Fragen in Bezug auf Abbildung und Überführbarkeit realer Sachverhalte in eine formalisierte Sprache sowie deren Schlüssigkeit geklärt werden.
Optimierung (steht für relative Maximierung)
Hier gilt es Fragen nach der Art, der Gestaltung und dem Zusammenhang von Ziel-Parametern und begrenzten Nebenbedingungen inklusive deren funktionaler Verknüpfung und Darstellung zu beantworten.
Wahrscheinlichkeit (steht für Stochastik)
Es gilt, Fragen in Bezug auf Abschätzbarkeit und quantitativer Darstellung von Chancen oder Risiken geplanter Handlungen zu klären. Aspekte wie Problem, Person und Prozess, die in der empirischen Entscheidungstheorie zentral sind, werden nicht beachtet. In der Realität sind die angebotenen Modelle, Verfahren und Lösungen, die die quantitative Entscheidungstheorie zur Verfügung stellt, vielfach zu unrealistisch (zu leicht) oder zu kompliziert.
Beispiel
Analytic Hierarchy Process

### Empirische Entscheidungsverfahren
Das empirische Entscheidungsverfahren orientiert sich an der Sichtweise des menschlichen Verhaltens und greift auf inhaltliche und methodische Erkenntnisse der Psychologie zurück. Im Vordergrund stehen Aspekte wie Probleme, Personen und Prozesse, sowie deren Bezüge untereinander (zum Beispiel Interessen oder Engagement). Sie möchte beschreiben und erklären, wie Entscheidungen in der Realität getroffen werden, berücksichtigt aber auch wie sich während des Entscheidungsvorganges Ziele bilden und verändern. Auch die empirische Entscheidungstheorie will sich auf die wesentlichsten und aussagefähigsten Merkmale beschränken, daher ist auch hier eine Art von Modellbildung gegeben.
„Die empirische Entscheidungstheorie sieht ihre Aufgabe darin, empirisch gehaltvolle Hypothesen über das menschliche Entscheidungs- und Problemlösungsverhalten zu finden.“ Sie setzt sich vor allem mit Forschungs- und Begründungs-Interessen wie Untersuchungsobjekten, Fragestellungen und Effizienzbedingungen auseinander. Mit Forschungsmethoden wie Beobachtungen, Befragungen und Experimenten werden die benötigten Erkenntnisse des tatsächlichen Entscheidungsverhaltens gewonnen.

### Personale Entscheidungen
Personale Entscheidungen werden eingeteilt in:
- Unipersonal getroffene Entscheidungen, bei denen eine Person isoliert die Aktivitäten der Entscheidungsfindung durchführt – auch wenn Handlungen anderer Personen einbezogen werden.
- multipersonale Entscheidungen, bei denen mehr als eine Person an einem einzigen Entscheidungsprozess beteiligt sind. Sie werden auch Gruppenentscheidungen genannt und in der Sozialwahltheorie dargestellt.

Uni- und multipersonale Entscheidungssituationen müssen nicht immer konstant bleiben. Entschließen sich einzelne Entscheidungsträger unipersonaler Entscheidungsprozesse, ein Problem gemeinsam (multipersonal) zu lösen, wird der Prozess multipersonal. Personengruppen, die an einem multipersonalen Entscheidungsprozess beteiligt sind, werden auch Gruppe, Team oder Kollektiv genannt.

### Weitere Arten
Es können zudem folgende Entscheidungsverfahren unterschieden werden:
- Inhaltlich gibt es allgemeine und spezielle Entscheidungsverfahren. Zu letzteren gehören etwa der Marketing-Mix einer Produktgruppe oder die Bestimmung der optimalen Bestellmenge eines Artikels. Allgemeine Entscheidungsverfahren betreffen generelle Problemlösungen wie etwa die Organisation der Schwachstellenanalyse.
- Bei der Lösungsqualität kennt man analytische und heuristische Entscheidungsverfahren. Analytische erfordern ein gut strukturiertes Entscheidungsproblem, heuristische weisen wenig oder keine Anwendungsbedingungen auf und können auf alle Probleme angesetzt werden.